# Legião da Valônia
A Legião da Valônia (em francês:  Légion Wallonie   , lit. "Legião Valônia") foi uma unidade do Exército Alemão (parte da Wehrmacht) e mais tarde da Waffen-SS recrutada entre os colaboracionistas de língua francesa na Bélgica ocupada pelos alemães durante a Segunda Guerra Mundial. Foi formada após a invasão alemã da União Soviética e lutou na Frente Oriental ao lado de formações semelhantes de outras partes da Europa Ocidental ocupada pelos alemães.
Estabelecida em julho de 1941, a Legião Valona foi concebida pelo Partido Rexista de Léon Degrelle como um meio de demonstrar sua lealdade e indispensabilidade política na Bélgica ocupada pelos alemães, onde havia sido amplamente ignorada desde a invasão alemã de maio de 1940. Uma formação semelhante já havia sido criada por colaboradores flamengos como a Legião Flamenga, impedindo Degrelle de estabelecer a "Legião Belga" que ele pretendia originalmente. A formação, inicialmente parte do Exército Alemão (Heer), foi oficialmente designada Batalhão de Infantaria 373 (Infanrie Bataillon 373). O próprio Degrelle se alistou e cada vez mais via a unidade como um veículo político mais importante do que o Partido Rexista. O batalhão participou dos combates na Frente Oriental a partir de fevereiro de 1942, mas teve dificuldade para encontrar recrutas suficientes na Bélgica para substituir suas perdas persistentemente pesadas.
A unidade foi integrada na Waffen-SS em junho de 1943 como a Brigada de Assalto SS Valona (SS-Sturmbrigade Wallonien) e foi quase destruída pelas forças soviéticas no Bolsão de Korsun-Cherkassy em fevereiro de 1944. Expandiu-se ligeiramente após a Libertação Aliada da Bélgica em setembro de 1944, quando colaboradores belgas, franceses e espanhóis foram convocados para a unidade. Foi atualizada para o status nocional de uma divisão e re-designada como a Divisão de Granadeiros Voluntários da SS "Valônia" (SS-Freiwilligen-Grenadier-Division "Wallonien") em outubro de 1944. Após pesadas perdas e deserções durante as retiradas de 1945, seu efetivo restante se rendeu às forças britânicas em abril de 1945.

## Antecedentes
Na época da invasão alemã em maio de 1940, a Bélgica tinha vários partidos políticos que eram amplamente simpáticos aos ideais autoritários e antidemocráticos representados pela Alemanha Nazista. Na Valônia e em Bruxelas, o maior desses grupos foi o Partido Rexista, liderado por Léon Degrelle. Este tinha se originado como uma facção do corrente principal do Partido Católico, mas se dividiu em 1935 para formar um partido populista independente. Ideologicamente, Rex apoiou o nacionalismo belga, mas seu apoio ao corporativismo e anticomunismo o tornou simpático a aspectos da ideologia nazista. Alcançou algum sucesso inicial, atingindo o pico nas eleições gerais belgas de 1936, nas quais recebeu 11,5% dos votos nacionais. Apesar disso, o partido experimentou um rápido declínio nos anos anteriores à invasão alemã e ficou abaixo de 5% nas eleições de 1939 e permaneceu marginal.
Após a rendição belga em 28 de maio de 1940, a Administração Militar Alemã na Bélgica e no norte da França governou o país ocupado. Como parte de sua estratégia de governo indireto, o Reichskommissariat preferiu trabalhar com as elites políticas e sociais belgas estabelecidas, ignorando em grande parte grupos políticos marginais, como os rexistas.

## Criação da Legião da Valônia, 1941-1942

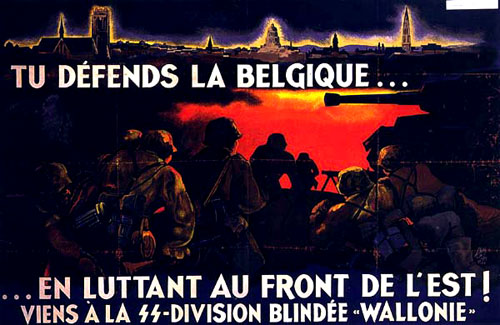
Cartaz de recrutamento para a Legião da Valônia de c. 1943, apelando ao sentimento nacionalista e anticomunista belga. A legenda diz "Você defende a Bélgica... lutando na Frente Oriental".

A fim de adquirir mais influência e apoio alemão, Rex tentou se aproximar das autoridades de ocupação. Em 1º de janeiro de 1941, Degrelle anunciou o total apoio de Rex às autoridades de ocupação e à política de colaboracionismo. Após a invasão alemã da União Soviética em 22 de junho de 1941, abraçou a ideia de criar uma unidade militar, vista como "uma oportunidade política para aumentar a importância de seus movimentos e eliminar a competição política". Ao mesmo tempo, a Liga Nacional Flamenga (Vlaamsch Nationaal Verbond, VNV), um partido nacionalista flamengo e autoritário rival na Flandres, também anunciou a sua intenção de formar uma "Legião Flamenga" para lutar no Exército Alemão na União Soviética. Este movimento, combinado com a posição favorável dos alemães em relação ao VNV, significava que não seria possível realizar a opção preferida de Rex de uma "Legião Belga" nacional servindo na Frente Oriental.
Em julho de 1941, Rex anunciou que criaria uma unidade de voluntários própria, apelidada de Corpo Franco da Valônia (Corps Franc Wallonie) ou Legião da Valônia (Légion Wallonie). Ao contrário de unidades flamengas e holandesas comparáveis, a Legião da Valônia foi estabelecida dentro do Exército Alemão (parte da Wehrmacht) porque os valões não eram considerados suficientemente "germânicos" pelos teóricos raciais nazistas para serem permitidos na Waffen-SS. O recrutamento inicialmente teve pouco sucesso, levando Degrelle pessoalmente a se voluntariar para a unidade como um golpe de publicidade. No total, cerca de 850 homens se apresentaram como voluntários em agosto de 1941, elevando a unidade à força de um batalhão. Oficialmente designado como Batalhão de Infantaria 373 (Infanterie Bataillon 373), a força foi enviada para treinamento em Meseritz na Alemanha. Como parte da noção de Degrelle de uma Bélgica expandida ao estilo da Borgonha, a unidade adotou a Cruz da Borgonha como sua insígnia.
A maioria dos voluntários iniciais da Legião eram quadros rexistas e muitos tinham feito parte das Formações de Combate (Formations de Combat) que serviam como ala paramilitar do partido. Na propaganda, Rex enfatizou a dimensão anticomunista do esforço de guerra alemão e argumentou que a colaboração era compatível com opatriotismo belga. A unidade encontrou vários problemas internos com alguns voluntários não dispostos a jurar lealdade pessoal a Adolf Hitler e outros sendo classificados como clinicamente inaptos; quase um terço dos voluntários foi repatriado antes de outubro de 1941. Durante o inverno de 1941-1942, o batalhão participou de treinamento e operações de segurança perto de Donetsk na Ucrânia.

## Frente Oriental

### Na Wehrmacht, 1941-1943
Nos primeiros meses após seu desdobramento, a Legião da Valônia foi empregada em "pequenas operações de limpeza" na retaguarda da Frente Oriental a partir de novembro de 1941. Um dos emigrantes russos que serviram na Legião, Rostislav Zavadskii, no final de novembro escreveu em seu diário sobre o fuzilamento de civis suspeitos de serem guerrilheiros. Embora as unidades da Feldgendarmerie tenham executado a matança, um legionário valão também participou, com oficiais e soldados belgas de prontidão para assistir e tirar fotos. A Legião foi então anexada ao Exército Romeno e mais tarde à 100ª Divisão Jäger. Ela travou seu primeiro grande combate contra as forças soviéticas em Hromova Balka perto de Donetsk em 28 de fevereiro de 1942 como parte do 17º Exército. Sofreu grandes perdas, tanto por doenças quanto por combate, e foi reduzida a 150 homens nos primeiros meses. Continuou a sofrer "enormes perdas" ao longo de 1942. A Legião foi enviada para o rio Don em julho de 1942 e depois mudou-se para o sul, para o Cáucaso. Em uma única ação, a unidade perdeu 854 homens e o próprio Degrelle ficou gravemente ferido. Em novembro de 1942, a Legião havia sido reduzida para 187 homens.
A alta taxa de atrito dentro da Legião da Valônia exigia um foco crescente no recrutamento. Os requisitos de idade para voluntários foram afrouxados no início de 1942. Uma segunda campanha de recrutamento foi iniciada em fevereiro de 1942, recrutando 450 novos voluntários, muitos dos quais vieram da pequena Juventude Rexiste de Rex (Jeunesse Rexiste) ou de suas formações de combate paramilitares (Formations de Combat). Uma terceira campanha "frenética" em novembro de 1942 levantou mais 1.700 homens. Esses esforços de recrutamento enfraqueceram muitas instituições rexistas, desviando a mão-de-obra de projetos na própria Bélgica. Ao mesmo tempo, não conseguiu garantir mais de 140 recrutas entre os milhares de prisioneiros de guerra belgas mantidos em campos alemães. No entanto, Degrelle tornou-se cada vez mais interessado no potencial político da Legião da Valônia, que ele via como uma ferramenta política mais eficaz do que o Partido Rexista na Bélgica. À medida que a guerra continuou e o grupo de membros rexistas caiu, os voluntários tornaram-se "em grande parte 'aventureiros' ou homens desesperados", muitas vezes retirados da classe trabalhadora urbana e dos desempregados.
O histórico da Legião em combate, no entanto, foi amplamente explorado na propaganda e aumentou a legitimidade de Degrelle aos olhos da liderança alemã, especialmente Heinrich Himmler, que comandava a SS. Nos combates entre fevereiro e maio de 1942, Degrelle foi capaz de subir rapidamente na hierarquia para Leutnant (2º tenente) e recebeu inúmeras condecorações, incluindo a Cruz de Ferro. Nos meses seguintes, ele recebeu mais aplausos e se tornou o único voluntário estrangeiro a ser condecorado com a Cruz de Cavaleiro da Cruz de Ferro com Folhas de Carvalho.

### Na Waffen-SS, 1943-1945

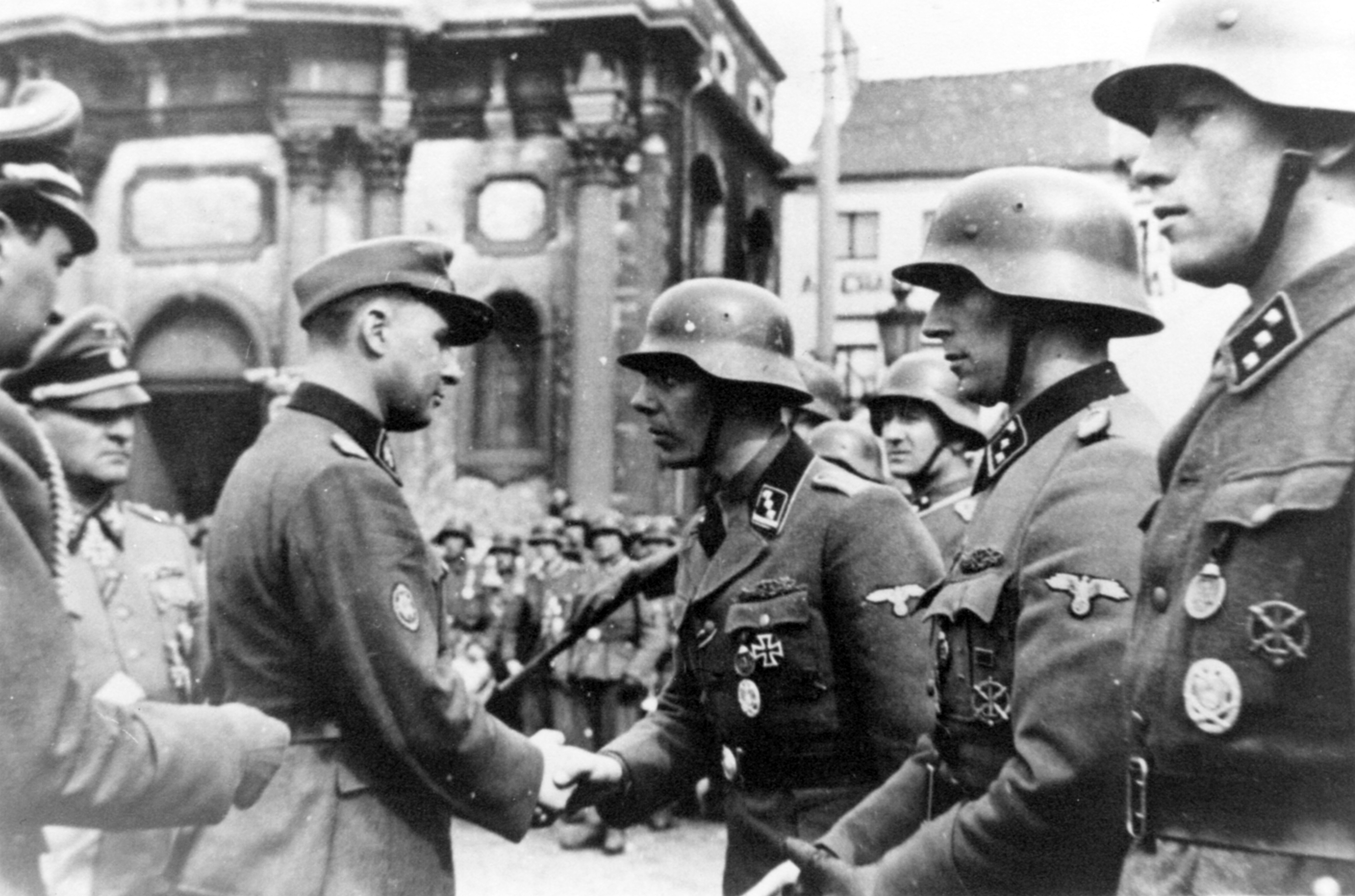
Léon Degrelle, líder rexista e membro da Legião da Valônia, retratado em Charleroi em abril de 1944. Degrelle viu a Legião como uma ferramenta política para obter apoio alemão.

No final de 1942, Himmler declarou que os valões eram uma raça germânica, abrindo caminho para a incorporação da unidade na Waffen-SS em 1º de junho de 1943. A Legião da Valônia foi reorganizada em uma unidade do tamanho de uma brigada de 2.000 homens, conhecida como Brigada de Assalto SS Valônia (SS-Sturmbrigade Wallonien). Como parte da transferência, as ligações entre a unidade e Rex foram cortadas. A estrutura preexistente de organizações de bem-estar criadas por Rex na Bélgica ocupada pelos alemães, como a Solidariedade Legionária (Solidarité légionnaire) foram dissolvidas e substituídas por uma nova entidade autônoma conhecida como Bem-Estar Nacional Socialista (Entre'aide Nationale-Socialiste). O próprio Degrelle passou grande parte de 1943 em uma turnê publicitária pela Alemanha e Bélgica.
Em novembro de 1943, a nova SS-Sturmbrigade Wallonia foi enviada pela primeira vez para a Ucrânia em resposta à ofensiva soviética do Dniepre-Cárpatos. Lá, a brigada lutou como parte da Divisão SS Wiking no Bolsão de Korsun-Cherkassy em fevereiro de 1944 e sofreu 70% de baixas. Ao final do combate, a força efetiva da unidade havia sido reduzida de 2.000 para 632. Entre os mortos estava o comandante da unidade, Lucien Lippert. Um destacamento também lutou na Linha Tannenberg na Estônia em junho de 1944, também sofrendo pesadas baixas. Degrelle, no entanto, foi amplamente celebrado por seu papel na batalha em Cherkassy, tornando-se "o garoto-propaganda de todos os colaboradores europeus" e sendo destaque na revista Signal da Wehrmacht. Os remanescentes da unidade retornaram à Bélgica, onde desfiles foram realizados em Bruxelas e Charleroi em abril de 1944. Antes de seu retorno, em grande parte para incentivar mais alistamentos, a unidade recebeu veículos blindados emprestados por outras unidades alemãs para torná-la mais prestigiosa. No rescaldo da morte de Lippert, Degrelle tornou-se o comandante formal da unidade e foi promovido ao posto de SS-Sturmbannführer.
Os aliados ocidentais desembarcaram na Normandia em junho de 1944 e começaram a avançar rapidamente em direção à Bélgica. Na Frente Oriental, a brigada foi redistribuída às pressas em julho de seu acampamento temporário na Francônia para participar da Batalha da Linha Tannenberg nas cercanias de Narva ao lado de outras unidades da SS da Europa Ocidental, incluindo a Flandres. No rescaldo da libertação aliada da Bélgica em setembro de 1944, Degrelle conseguiu que a brigada fosse atualizada para o status de divisão, depois de recrutar refugiados rexistas fugindo do avanço aliado e voluntários belgas do grupo paramilitar Corpo de Transporte Automóvel Nacional Socialista ( Nationalsozialistisches Kraftfahrkorps, NSKK). A nova 28ª Divisão de Granadeiros Voluntários da SS "Valônia" (28. SS-Freiwilligen-Grenadier-Division Wallonien) foi criado em outubro de 1944. Tinha menos de 4.000 homens, tornando-o consideravelmente fraco. Soldados franceses e espanhóis (da Legião Azul) foram reunidos na unidade para aumentar seu número.
No início de 1945, a Divisão da Valônia foi enviada para a defesa da Pomerânia. Participou na luta em Stargard em 5 de fevereiro. No final do mês, ela havia sido reduzido para apenas 700 homens e foi lançada em um ataque custoso à cabeça-de-ponte russa no rio Oder, no qual perdeu mais 650 homens. No rescaldo deste fracasso, alguns dos sobreviventes foram evacuados por mar para a Dinamarca ocupada pelos alemães e dirigiram-se para Schleswig-Holstein. Degrelle se encontrou com Himmler em Plön, mas não recebeu nenhuma ordem tangível e fugiu para a Noruega. Os militares sobreviventes da divisão renderam-se ao Exército Britânico em Lübeck para escapar da captura pelas forças soviéticas.

## Comandantes
- Capitão-comandante Georges Jacobs (agosto de 1941 - janeiro de 1942)
- Capitão Pierre Pauly (janeiro de 1942 - março de 1942)
- Capitão George Tchekhoff (março de 1942 - abril de 1942)
- SS-Sturmbannführer Lucien Lippert (abril de 1942 - 13 de fevereiro de 1944)
- SS-Sturmbannführer Léon Degrelle como líder político da unidade.
- SS-Oberführer Karl Burk (21 de junho de 1944 - 18 de setembro de 1944)
- SS-Standartenführer Léon Degrelle (18 de setembro de 1944 - 8 de maio de 1945)

## Atividades pós-guerra
Ao todo, entre 7.000 e 8.000 homens serviram na Legião da Valônia entre 1941 e 1944, um pouco menos do que o número de flamengos que serviram em formações comparáveis. Cerca de 1.337 foram mortos, representando cerca de um quinto de sua força total. No entanto, sua força máxima em campanha nunca ultrapassou 2.000 homens. Nas últimas semanas da guerra, Degrelle fugiu para a Noruega ocupada pelos alemães e vôou para a Espanha franquista, onde, condenado à morte à revelia, permaneceu no exílio até sua morte natural em 1994.
A maioria dos ex-membros da unidade retornou à Bélgica, onde foram oferecidos cursos de reeducação e treinamento entre 1946 e 1951. Foi relatado em 1992 que havia cerca de 1.000 veteranos sobreviventes. Muitos não se arrependeram e alegaram não ter conhecimento das atrocidades nazistas.